# Heterodoris
Heterodoris Verrill & Emerton, 1882 è un genere di molluschi nudibranchi della famiglia Arminidae.

## Tassonomia
Il genere comprende due specie:
- Heterodoris antipodes Willan, 1981
- Heterodoris robusta Verrill & Emerton, 1882

### Sinonimi
- Heterodoris ingolfiana (Bergh, 1899) = Atthila ingolfiana Bergh, 1899